# Саусе (Корриентес)
Саусе (исп. Sauce) — город на северо-востоке Аргентины в провинции Корриентес. Административный центр одноименного департамента.
Расположен в Междуречье Аргентины на юге провинции Корриентес в 393 км от столицы провинции г. Корриентес на реке Гвайкираро.
Население в 2010 году составляло 7014 человек.

## История
Земли, на которых стоит город, были подарены королём Испании Карлом IV дону Педро Пересу Серрано. Первоначально назывался Вирхен-дель-Кармен-дель-Саусе.
В настоящее время это типичный провинциальный город, выделяется среди остальных тем, что на его улицах сохранилось много старинных зданий. В местной церкви хранятся реликвии XVIII-го века. В октябре 1881 года стал официально называться нынешним именем. Позже сюда начали прибывать иностранцы, итальянцы, испанцы, немцы, швейцарцы, англичане, евреи, смешиваясь с креольским населением.
Хорошо развит туризм.